# 883 Matterania
Matterania è un asteroide della fascia principale. Scoperto nel 1917, presenta un'orbita caratterizzata da un semiasse maggiore pari a 2,2386140 UA e da un'eccentricità di 0,1991096, inclinata di 4,71633° rispetto all'eclittica.
Stanti i suoi parametri orbitali, è considerato un membro della famiglia Flora di asteroidi.
Il suo nome è in onore di August Matter, un imprenditore che fornì allo scopritore le lastre fotografiche.